# Srebrenica
Srebrenica (ejtsd: szrebrenica, szerbül Сребреница / Srebrenica) megyei jogú város és község (járás) Bosznia-Hercegovina keleti részén, a Szerb Köztársaság területén.

## A község (járás) települései

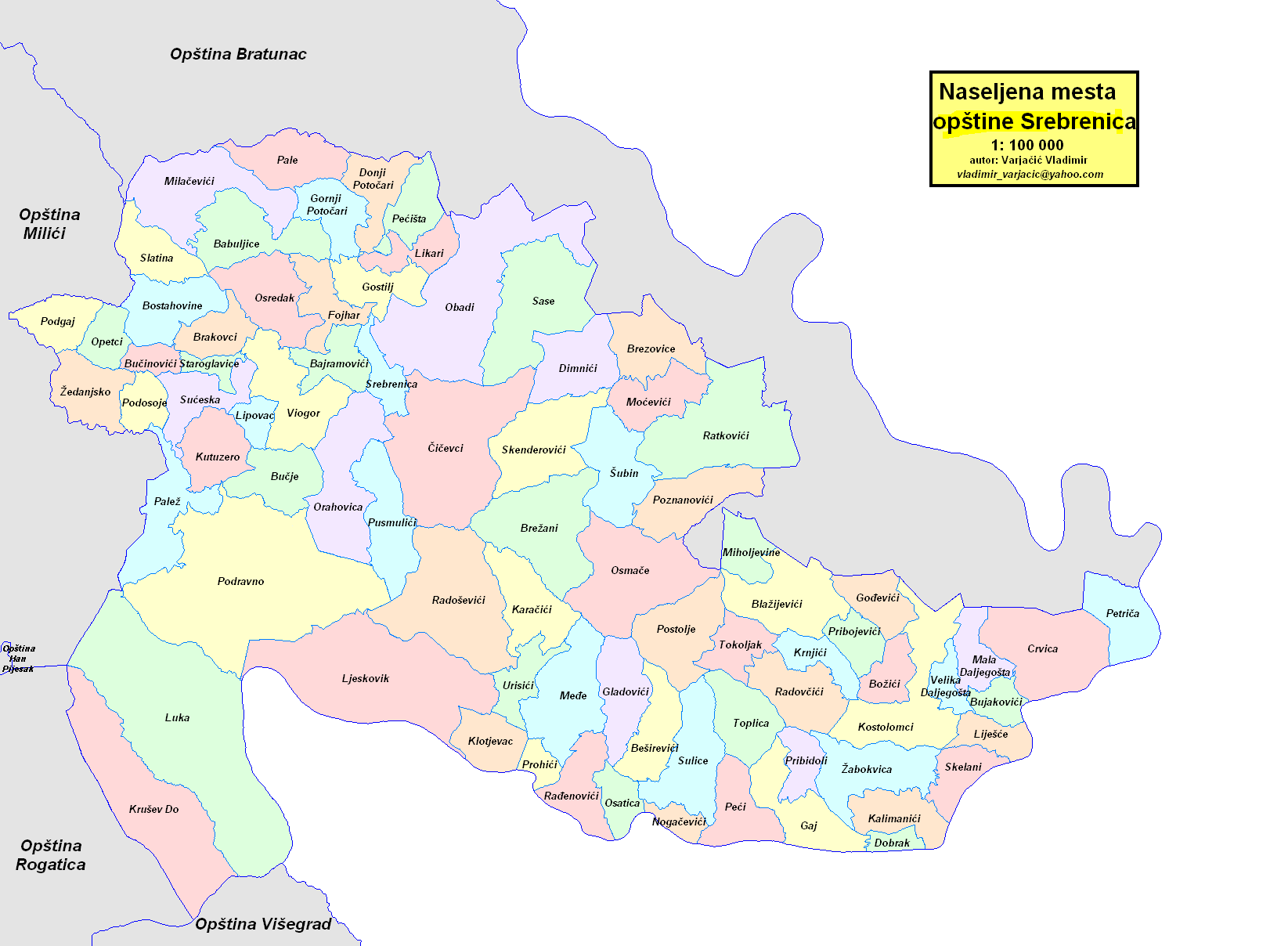
Srebrenica község (járás) települései

A községhez (járáshoz) 80 település tartozik: Babuljice, Bajramovići, Beširevići, Blažijevići, Bostahovine, Božići, Brakovci, Brežani, Brezovice, Bučinovići, Bučje, Bujakovići, Ćićevci, Crvica, Dimnići, Dobrak, Donji Potočari, Fojhar, Gaj, Gladovići, Gođevići, Gornji Potočari, Gostilj, Kalimanići, Karačići, Klotjevac, Kostolomci, Krnjići, Krušev Do, Kutuzero, Liješće, Likari, Lipovac, Ljeskovik, Luka, Mala Daljegošta, Međe, Miholjevine, Milačevići, Moćevići, Nogačevići, Obadi, Opetci, Orahovica, Osatica, Osmače, Osredak, Pale, Palež, Peći, Pećišta, Petriča, Podgaj, Podosoje, Podravno, Postolje, Poznanovići, Pribidoli, Pribojevići, Prohići, Pusmulići, Rađenovići, Radoševići, Radovčići, Ratkovići, Sase, Skelani, Skenderovići, Slatina, Srebrenica, Staroglavice, Šubin, Sućeska, Sulice, Tokoljak, Toplica, Urisići, Velika Daljegošta, Viogor, Žabokvica és Žedanjsko.

## Fekvése
Az ország keleti részén, Szarajevótól 76 km-re északkeletre, a Podrinje (Drinamente) régióban található, a Dinári-hegységben, közel a szerb határhoz. Közeli város Bajina Bašta (Szerbia) 26 km-re délkeletre.

## Története
1992 előtt a városnak volt acélgyára, emellett szén- és aranybánya is működött a járásban.
A boszniai háború idején (1992–1995) a járást a szerb hadsereg elfoglalta az ENSZ holland egységeitől és a területen bosnyák enklávét hoztak létre, mert itt tartózkodott Naszer Orics bosnyák katonai parancsnok.
Itt történt a boszniai háború egyik legvéresebb eseménye, a srebrenicai mészárlás 1995 júliusában, amikor több mint 8700 boszniai muszlimot végeztek ki a szerb erők, férfiakat és fiúkat, és 20 000 nőt erőszakoltak meg. Az eseményt a Hágai Nemzetközi Bíróság háborús bűncselekménynek, népirtásnak nyilvánította, de a részt vevő szerbek nem kaptak ennek megfelelő büntetést.

## Lakossága
Az 1931-es népszámlálás szerint a járás lakosságának 50,5%-a szerb nemzetiségűnek vallotta magát.
Az 1991-es népszámláláskor a járásnak összesen 37 213 lakosa volt; ebből 27 118 vallotta magát bosnyák nemzetiségűnek, ami a lakosság 72,9%-a volt. Emellett volt még 9381 szerb(25,2%), 372 jugoszláv (1%), 40 horvát (0,1%) és 382 egyéb.
Magának a városnak 5754 lakosa volt, ennek 64% magát bosnyáknak, 29% szerbnek, 5,3% jugoszlávnak, 0,7% horvátnak és 1% egyéb nemzetiségűnek vallotta magát.

## A város szülöttei
- Szelman Szelmanagics (1905–1986) építész, docens a berlini képzőművészeti főiskolán
- Aszmir Szuljics (1991– ) labdarúgó, a Videoton FC játékosa

## Külső hivatkozások
- Honlap